# Salvia pseudojaminiana
Salvia pseudojaminiana là một loài thực vật có hoa trong họ Hoa môi. Loài này được A.Chev. miêu tả khoa học đầu tiên năm 1905.